# Kazumi Watanabe
Kazumi Watanabe (n. 30 octombrie 1947, Prefectura Kanagawa, Japonia – d. 2 august 1996) a fost un trăgător de tir ce a reprezentat Japonia, medaliat olimpic. A participat la 3 ediții ale Jocurilor Olimpice (1984, 1988, 1992) în care a câștigat o medalie de argint.